# Evangelion: 3.0 You Can (Not) Redo
Evangelion: 3.0 You Can (Not) Redo (ヱヴァンゲリヲン新劇場版:Q?, Evangerion Shin Gekijō-ban: Kyū, lett. "«Evangelion nuova versione cinematografica: Q», dove la Q sta sia per l'inglese Quickening, cioè "si entra nel vivo", sia per l'omofono kyū, ovverosia il terzo movimento del gagaku, la musica classica giapponese, già alla base della nomenclatura nipponica della tetralogia"), è un film d'animazione del 2012 diretto da Hideaki Anno a capo di Masayuki, Kazuya Tsurumaki e Mahiro Maeda.
Si tratta del terzo film della tetralogia cinematografica Rebuild of Evangelion basata sull'originale serie dell'anime Neon Genesis Evangelion e ambientato quattordici anni dopo Evangelion: 2.0 You Can (Not) Advance.
Il film è stato proiettato per la prima volta nei cinema giapponesi alla mezzanotte del 17 novembre 2012. I primi sei minuti sono inoltre stati trasmessi in anteprima la sera prima, dopo la messa in onda del secondo film su una rete televisiva giapponese.
Il 29 maggio 2013, in occasione del 25º anniversario di Akira, sono stati proiettati nei cinema italiani selezionati, i primi 6 minuti di Evangelion: 3.0. Il film intero è uscito poi il 25 settembre dello stesso anno distribuito da Nexo Digital.

## Trama

Il logo del film

Il film inizia con il recupero nell'orbita terrestre di un sarcofago a forma di croce contenente l'unità Eva-01 nel quale Shinji è disciolto in seguito al Near Third Impact, effettuato da Asuka a bordo dell'Eva-02 e supportata da Mari a bordo della rispettiva unità Eva-08. Durante il recupero Asuka viene attaccata da droidi anti AT-Field e, in seguito all'abbandono della missione da parte di Mari a causa dell'orbita troppo bassa, da un angelo sul sarcofago che lancia attacchi di luce con lunghe bande. Trovatasi in difficoltà e da sola, chiede disperatamente l'intervento di Shinji causando inaspettatamente la momentanea attivazione dell'unità Eva-01 che elimina l'angelo salvandola.
Nella scena successiva troviamo Shinji in carne e ossa su una barella costrittiva, con quattro fucili puntati addosso e interrogato sul proprio stato di salute da una ragazza sconosciuta. Il ragazzo porta un collare scuro e aderente, e ricorda gli avvenimenti avvenuti fino al salvataggio di Rei da parte sua. Shinji viene quindi condotto al cospetto dello staff che lo ha salvato: con sua enorme sorpresa, riconosce come comandante la signorina Misato che, tuttavia, oltre ad avere un aspetto più invecchiato rispetto a quello che il ragazzo ricorda, è estremamente dura e fredda nei suoi confronti. Al suo fianco la dottoressa Akagi, anch'essa di età più avanzata, appare altrettanto indifferente.
All'improvviso al ponte di comando giunge la comunicazione di un attacco diretto da parte di quelli che sembrano angeli artificiali, una non ben definita Serie Nemesis riconosciuta tramite il diagramma d'onda blu tipico degli Angeli. La creatura si presenta come un'enorme griglia rossa dove i nodi tra una maglia e l'altra sono occhi, la quale si chiude sempre di più attorno a loro. Misato comunica di voler attivare il motore principale utilizzando l'unità Eva-02 (permettendo quindi a Shinji di comprendere che è presente anche Asuka). Quando il ragazzo chiede se per lui è possibile intervenire utilizzando l'unità Eva-01 il permesso gli viene brutalmente negato; alle sue richieste di spiegazioni, Misato risponde che egli, per loro, "Non deve fare nulla", lasciandolo sempre più confuso e frustrato.
Le inquadrature successive, relative alla battaglia, rivelano che il luogo dove Shinji si trova è un'enorme nave da guerra simile a un cetaceo, denominata Wunder, la quale è in grado di volare al di sopra del mare rosso sul quale navigava grazie alla propulsione derivante dalla sua fonte primaria di energia, ovvero l'Eva-01 stesso, inserito in una gabbia fusiforme posta sotto la sua stessa chiglia. La nave riesce ad estrarre i Core Block della Serie Nemesis dal cuore dell'Angelo e a farli collidere l'uno con l'altro, distruggendo la creatura.
Successivamente, la dottoressa Akagi rivela a Shinji che il collare che egli porta è un dispositivo di sicurezza e di "punizione" che, nell'eventualità che il ragazzo fosse salito a bordo di un Eva, lo ucciderebbe. Viene anche rivelato che la ragazza che prima lo interrogava è la sorella minore di Toji. Il fatto che ella dimostri all'incirca vent'anni confonde il ragazzo, che la sapeva essere solo una bimba delle elementari. Interviene quindi Asuka, la quale rivela che dagli ultimi ricordi di Shinji sono passati ben 14 anni. Alla richiesta del ragazzo sul perché egli stesso e Asuka dimostrino sempre 14 anni, a fronte dell'evidente invecchiamento di Misato e Akagi, Asuka parla di una misteriosa maledizione degli Eva. Anche la ragazza dimostra di non gradire affatto la presenza di Shinji. Viene anche rivelato che Rei non esiste più, e che non è stata trovata a bordo dell'Eva-01, che invece conteneva ancora l'S-Dat di Shinji.
La Wunder viene poi improvvisamente attaccata da quello che sembra l'Eva-00. La voce di Rei chiama insistentemente Shinji, convincendo il ragazzo che ella è viva. L'Eva sfonda la parete della nave, e Misato minaccia Shinji di non salirci, rivelando dopo di essere a capo di un'associazione, la Wille, il cui scopo è la distruzione degli Eva e della Nerv, alla quale Shinji credeva ancora di appartenere. Il ragazzo, sempre più arrabbiato e confuso, sale a bordo dell'Eva che sembra contenere Rei. Suzuhara supplica il ragazzo di non pilotare mai più alcun Eva. Nel combattimento che segue, Mari definisce tale Eva "Vaso di Adams", in quanto seppur decapitata a colpi di pistola, l'unità si alza in volo portando con sé il ragazzo. Akagi insiste affinché Misato attivi il collare di Shinji, il "DSS Choker", ma la donna non ne ha la forza.
Shinji si risveglia su una nuova barella, a fianco di Rei che, però, si dimostra fredda e priva di sentimenti, completamente ignara del salvataggio operato dal ragazzo. Shinji scopre di trovarsi presso il familiare quartier generale della Nerv, che tuttavia risulta diroccato e fatiscente e chiuso dentro un profondo fosso quadrato. Osserva anche un ragazzo suonare il pianoforte. L'intervento successivo di Gendo, visibilmente invecchiato, permette di scoprire che egli è il co-pilota dell'unità Eva-13, insieme con Shinji.
Le scene successive mostrano il progressivo avvicinamento emotivo tra Shinji e l'altro ragazzo, Kaworu. Oramai divenuti amici, Shinji rivela a Kaworu di sentirsi preoccupato per i suoi vecchi amici, e questi accompagna Shinji all'esterno della struttura, così da osservare il mondo esterno. Il paesaggio appare rosso, punteggiato da croci e attraversato da un crepaccio con sembianze di una bocca con denti. La base Nerv si trova su un pilastro alto al centro di un'apertura a forma di croce, all'interno di una zona simile all'iride di un occhio. La luna appare orbitare molto vicina alla Terra, presentando una superficie dotata di atmosfera e tracciata da una griglia rossa. Attorno al quartier generale della Nerv, che dalla sua iniziale posizione sotterranea nel Geofront sembra essere stato spinto verso l'alto per chilometri, la zona è completamente in rovina e disseminata da enormi cadaveri rossi simili a degli Eva. Kaworu rivela che quelle sono le conseguenze del Third Impact, causato quattordici anni prima dallo stesso Shinji con il suo tentativo di salvataggio di Rei.
Vagando senza meta per la struttura, frastornato dal peso degli avvenimenti e dalla loro inverosimiglianza, Shinji incontra Fuyutsuki, che lo invita a giocare con lui una partita a Shogi. Nel corso di questa, l'anziano braccio destro di Gendo prosegue la sequela di rivelazioni scioccanti. Egli mostra a Shinji una fotografia di sua madre, Yui, spiegando che nel corso di un test di funzionalità del Direct Entry al Core dell'Eva-01, essa venne inglobata, facendo parte del suo sistema di controllo. Inoltre, i dati relativi a Yui sono stati utilizzati per clonare la donna, incarnandola in quella che viene definita la "Serie Ayanami", di cui sia la Rei salvata da Shinji sia la Rei che egli ha appena incontrato fanno parte, il tutto allo scopo di assecondare il progetto di Gendo. Shinji, cedendo a livello psichico, riesce appena a congedarsi da Fuyutsuki con un inchino.
La disperazione del ragazzo trova consolazione solo nel dialogo con Kaworu, il quale comunica a Shinji l'esistenza di un modo per riportare gli avvenimenti a uno stato precedente a quello del Third Impact. Simbolicamente, Kaworu sfila (cosa che Shinji non era riuscito a fare) il collare dal ragazzo, indossandolo quindi egli stesso, addossandosi con tale gesto le sue colpe. Kaworu spiega che è necessario recarsi nel fondo del Central Dogma utilizzando l'unità Eva-13, l'unica in grado di superare la barriera che lo protegge, recuperando poi le due lance che ivi si trovano, definite "La chiave per il processo di perfezionamento".
L'esecuzione di quanto esposto avviene nelle scene immediatamente successive. L'Eva 13 è accompagnato dalla decapitata unità Eva Mark-09 pilotata da Rei, armata di una falce. Il pozzo che porta al Central Dogma è ritagliato attraverso numerosi Evangelion (denominati "Infinity Series") decapitati e privi attraverso la loro sezione di qualsiasi struttura, mentre il suolo del Central Dogma stesso è ricoperto di teschi delle dimensioni della testa di un Eva. Al centro della cavità sono presenti le spoglie di Lilith, divelta dalla croce che la teneva e anch'essa decapitata, e dall'aspetto di un corpo femminile - corrispondente a quello dell'enorme testa simile a quella di Rei alla quale, poche inquadrature prima, si rivolgeva Gendo. Il corpo di Lilith è trafitto da una lancia, mentre fusa con essa si trova l'unità Eva Mark-06, trafitta anch'essa da un'altra lancia. Kaworu spiega che quelle due lance sono note come Longinus e Cassius, ma poi osserva che esse sono identiche l'una all'altra, divenendo pensieroso e sospettoso.
Improvvisamente l'unità Eva-13 viene attaccata dalle unità 02 e 08, pilotate rispettivamente da Asuka e Mari. La prima ingaggia battaglia con Shinji, la seconda con Rei. Kaworu comunica di voler rinunciare alla missione, ma Shinji si oppone ostinatamente, e infine estrae le due lance. Questo provoca l'esplosione in liquido rosso sangue del corpo e della testa di Lilith, nonché il risveglio dell'unità Eva Mark-06, riconosciuta come dodicesimo angelo. Questo si trasforma a sua volta in un ammasso rosso che ingloba l'unità Eva-13, che non risponde più ai comandi di Shinji. Kaworu comunica frustrato di essere il primo angelo, e di essere stato declassato a tredicesimo.
Dopo il congedo di Gendo dai capi della Seele, che muoiono uno a uno per mano di Fuyutsuki, ha inizio il Fourth Impact. Gendo assicura i capi della Seele che il progetto andrà avanti come pianificato. Il capo della Seele commenta di essere soddisfatto per i progressi raggiunti, lasciando che sia Gendo ad esaudire il loro desiderio. L'Eva-13 spezza il nucleo del dodicesimo angelo, si illumina di bianco e riceve le ali; schizza poi al di fuori del Central Dogma distruggendo il tunnel dal quale era passato. Dal suo capo si estende una vasta Zona Anti AT-Field, mentre dal suolo comincia a emergere un enorme calice.
L'unità Eva-13 viene speronata senza preavviso dalla Wunder, intenzionata a scongiurare il Fourth Impact, ma la nave viene bersagliata dai colpi del Mark-09, che ne prende il controllo. Quest'unità libera la sua natura di "Vaso di Adams", riuscendo a far ricrescere la sua testa e in seguito corrompendo la nave con strutture simili a radici blu. Asuka attacca, utilizzando la modalità Beast dell'unità Eva-02, l'unità Mark-09 la quale si rivela in realtà un unico Core energetico. Asuka, non avendo altra scelta, attiva l'autodistruzione dell'unità Eva 02, scongiurando la completa perdita di controllo della Wunder.
All'interno dell'unità Eva-13 Kaworu comunica a un disperato Shinji di essere egli stesso il Trigger del Fourth Impact, e che quindi la colpa di ciò che è successo non è di Shinji. Spiega poi che chiuderà lui la Camera del Guf, trafiggendo poi il loro stesso Eva con le due lance. Il collare che Kaworu aveva posto su di sé si innesca, uccidendolo sotto gli occhi di Shinji. Il Fourth Impact viene arrestato, e l'unità Eva-13 tratta in salvo da Mari a bordo dello 08.
Il film si conclude con Asuka che estrae in modo brutale uno Shinji traumatizzato dall'entry plug dell'Eva-13, e con il loro spostamento, accompagnati da Rei, verso una zona in cui i Lilin, ovvero gli esseri umani, possano raggiungerli.

## Produzione
Venne annunciato nel 2006, insieme agli altri capitoli della saga.
Nei piani originali del regista Hideaki Anno, sarebbe dovuto uscire in contemporanea all'ultimo film del Rebuild, Evangelion: 3.0+1.0 Thrice upon a Time, con la durata di 45 minuti ciascuno, verso il 2009-2010.
Dopo un'intensa lavorazione però,  il film uscì nel 2012 con la durata di 96 minuti, procurando al regista un crollo nervoso che lo costrinse ad allontanarsi dall'animazione fino al 2017, anno in cui riprese in mano il progetto del Rebuild.
Nel 2013 uscì in DVD e Blu-ray la versione migliorata del film, denominata "Evangelion: 3.33 You Can (Not) Redo, venendo seguito nel 2021 da una nuova versione che aggiunse o modificò ulteriori dettagli, chiamata "Evangelion: 3.333 You Can (Not) Redo" che uscì al cinema per promuovere l'imminente uscita di 3.0+1.0.

## Distribuzione
Il film è uscito per un solo giorno nei cinema italiani il 25 settembre 2013 ed è distribuito in formato DVD e Blu-ray da Dynit dal 30 ottobre 2013.

## Sequel
Dopo i titoli di coda, nelle anticipazioni viene mostrato un Eva frutto di unione fra lo 02 e lo 08 combattere contro altri equivalenti di colore grigio.
Al Japan Expo di Parigi, tenutosi il 6 luglio 2019, sono stati mostrati i primi 10 minuti della pellicola.
L'uscita del capitolo finale della nuova tetralogia cinematografica, dal titolo internazionale Evangelion: 3.0+1.0 Thrice Upon a Time, prevista in Giappone dapprima per il 27 giugno 2020 e successivamente per il 23 gennaio 2021, è stata rinviata per due volte a causa dell'emergenza COVID-19; il film è uscito in Giappone l'8 marzo 2021. Evangelion: 3.0+1.0 Thrice upon a Time è uscito nel resto del mondo il 13 agosto 2021 su Amazon Prime Video